# Joel Stroetzel
Joel Michael Stroetzel (nascido em 24 de julho de 1980) é conhecido como um dos guitarristas da banda de Metalcore Killswitch Engage, de Massachusetts.
Stroetzel é influenciado pelas bandas Slayer, Anthrax e o guitarrista Zakk Wylde conforme indicado no DVD (Set This) World Ablaze.
Stroetzel ensinou lições de guitarra em uma loja de música local (Performance Music), enquanto no ensino médio tocava em um Colégio em Westfield numa banda de jazz. Mais tarde, Stroetzel estudou na Berklee College of Music em Boston, mas não se formou. Enquanto estava na faculdade Stroetzel começou a tocar na banda Aftershock com Adam Dutkiewicz, que mais tarde se juntaram para formar a banda Killswitch Engage.

## Equipamento
Stroetzel usou uma grande variedade de guitarras e amplificadores ao longo de sua carreira, incluindo a Mesa Boogie e Triple Rectifier Roadster heads, o JCM900 Marshall, uma vez Soldano SLO-100, e um Hughes e Kettner, que ele não gostava de metal, pois ele disse que "não mantinha uma relação boa com o metal." Ele também usou o Framus Cobra e Dragon, a Peavey 5150, a Nitro Splawn, o VH4 Diezel, o Viper Fuchs, e a Fender Twin Reverb 65 e Vox AC30 para timbres limpos.
Joel é orgulhosamente aprovado pelas guitarras Caparison e usa a Dellinger Caparison, TAT e modelos Angelus. Recentemente ele foi visto principalmente usando uma guitarra personalizada, que é semelhante a um Angelus, mas com um Formato estreito nas Pontas mais, uma espécie de cruzamento entre um especial e um TAT Angelus. Tem uma ponte Tonepros e estandartes, assim como um acabamento preto sobre trans flamed maple. Ele também possui um modelo trans azul.
Sua configuração atual distorcida é nitro Splawn head(KT88) Mesa reta tradicional 412 é um audio technica série 5000 e wireless Maxon od808 Boss NS-2
Sua configuração atual limpa é: Fuchs machine combo com Line 6 DL4, delay 1 audio technica série 5000, sem fio e uma fase de algum tipo de pedal.

## Discografia

### Aftershock
- Aftershock - Letters (1997)
- Aftershock - Split EP (1997)
- Aftershock - Split EP Vol. 2 (1999)
- Aftershock - Through the Looking Glass (2000)
- Aftershock - When Angels Shed Their Wings Vol. 1 (2000)
- Aftershock - Five Steps From Forever EP (2001)
- Aftershock - Propaganda (2001)
- Aftershock - Live In Japan EP (2004)

### Killswitch Engage
- Killswitch Engage - Killswitch Engage I (2000)
- Killswitch Engage - Alive or Just Breathing (2002)
- Killswitch Engage - The End of Heartache (2004)
- Killswitch Engage - As Daylight Dies (2006)
- Killswitch Engage - (Set This) World Ablaze (2005, DVD)
- Killswitch Engage - Killswitch Engage II (2009)
- Killswitch Engage - Disarm The Descent (2013)